# اوشین‌ایر
اوشین‌ایر (به انگلیسی: Oceanair) یک شرکت هواپیمایی با کد یاتا TJ است. این شرکت هواپیمایی به فرودگاه سیرل گری کینگ، پرواز مستقیم انجام می‌دهد.